# Вір Ст. Леджер Ґулд
Вір Ст. Леджер Ґулд (англ. Vere St. Leger Goold; 2 жовтня 1853 — 8 вересня 1909) — колишній британський тенісист.
Здобув 6 одиночних титулів.
Найвищим досягненням на турнірах Великого шолома був фінал в одиночному розряді.

## Фінали турнірів Великого шолома

### Одиночний розряд (1 поразка)
| Результат | Рік  | Турнір               | Покриття | Суперник    | Рахунок       |
| --------- | ---- | -------------------- | -------- | ----------- | ------------- |
| Поразка   | 1879 | Вімблдонський турнір | Трава    | Джон Гартлі | 2–6, 4–6, 1–6 |